# Fallopia pterocarpa
Fallopia pterocarpa är en slideväxtart som först beskrevs av Meissn., och fick sitt nu gällande namn av Josef Holub. Fallopia pterocarpa ingår i släktet bindor, och familjen slideväxter. Inga underarter finns listade i Catalogue of Life.